# Tai Jia
 (avril 2011).
Si vous disposez d'ouvrages ou d'articles de référence ou si vous connaissez des sites web de qualité traitant du thème abordé ici, merci de compléter l'article en donnant les références utiles à sa vérifiabilité et en les liant à la section « Notes et références ».
Tai Jia (太甲) ou Da Jia (大甲), de son nom personnel, Zi Zhi (子至) est le quatrième roi de la dynastie Shang. Il succède à ses oncles sur le trône et ne change ni de premier ministre (Yi Yin (伊尹)), ni de capitale (Bo (亳)). Il règne de -1691 à -1666.

## Règne
Tai Jia est un souverain despotique et tyrannique. Il n'est pas rare qu'il viole ses propres lois. Yi Yin l'avertit de changer de comportement. Mais il ne l'écoute pas et Yi Yin le fait exiler au palais de Tong (桐宫), près de la tombe de Cheng Tang, pour qu'il s'y repente.
Pendant son exil, Yi Yin dirige le royaume en tant que régent. Il règne pendant trois ans, avant de demander au roi de revenir et de reprendre son trône.
Après l'exil, Tai Jia ayant changé de comportement, Yi Yin décide de quitter la vie politique.